# Riachão das Neves
Riachão das Neves es un municipio brasilero del estado de la Bahia. Su población estimada en 2004 era de 22.756 habitantes.

## Historia
El territorio integraba la parcela de la Casa del Puente de Antônio Guedes de Brito. Su poblamiento se inició en la primera mitad del siglo XIX, por colonos procedentes de la provincia de Pernambuco. El municipio fue creado en 1962. 